# مطار مويسيز إسبينوسا
مطار مويسيز إسبينوسا (بالإنجليزية: Moises R. Espinosa Airport)‏ (إياتا: MBT، إيكاو: RPVJ) هو مطار عام يخدم مدينة ماسبات ويشغل المطار هيئة الطيران المدني الفلبينية.